# Rose Prairie
Rose Prairie est un village situé dans la province de la Colombie-Britannique, dans le nord-est.